# Víctor de Vita
Víctor de Vita (c. 440-510), Victor episcopus Vitensis, obispo «católico» en la provincia de Bizacena, es el autor de Historia de la persecución de la provincia de África, la fuente principal para conocer la historia del reino vándalo durante los reinados de Genserico (428-484) y de su hijo Hunerico (477-484).

## Biografía
Víctor de Vita nació probablemente entre 440 y 445. Posiblemente provenía de la patria Vitensis, sede de un obispado situado a priori en la parte norte de la provincia de Bizacena, en la antigua diócesis de África del Imperio romano de Occidente, y que desde 439 formaba parte del reino vándalo.
Las indicaciones más precisas sobre él se remontan al 477, fecha del reinado de Hunerico. A partir de 480 parece establecido como miembro del clero de Cartago, la capital del reino vándalo. Fue testigo personalmente de las primeras violencias y persecuciones llevadas a cabo contra los fieles «católicos» por los vándalos, que eran arrianos. En 482 se vio obligado a exiliarse y tuvo que abandonar su iglesia. Compartió el destino de los cristianos perseguidos y ayudó a los obispos y clérigos proscritos. Regresó a Cartago en 484, donde continuaron los abusos vándalos.
Hacia 504, habría consagrado a Fulgencio de Ruspe, contraviniendo el edicto del rey vándalo Trasamundo que prohibía ordenar obispos «católicos» para sustituir a los fallecidos. Por este delito fue desterrado a Cerdeña, donde murió hacia el año 510.

## Historia pesecutionis Africanae provinciae, temporibus Geiserici et regum Hunirici Wandalorum
Esta obra probablemente fue escrita durante el reinado de Guntamundo (484-496). Su propósito es pintar un cuadro de las persecuciones anticatólicas durante los dos primeros reinados vándalos. Algunos indicios sugieren que el escrito estaba destinado a la corte de Constantinopla o, más ampliamente, a las autoridades imperiales. El primer libro sobre el reinado de Genserico (428-477) está extraído de informes de terceros, mientras que los libros segundo y tercero, que cubren el reinado de su hijo Hunerico (477-484), constituyen un relato estrictamente contemporáneo de los acontecimientos, de los que Víctor de Vita fue testigo. La historia termina con la muerte de Hunerico el 22 de septiembre de 484.
Es, como indica su título, una fuente desfavorable para los vándalos y, como tal, durante mucho tiempo se consideró excesiva, pero Víctor arroja mucha luz sobre las condiciones sociales y religiosas en Cartago y sobre la liturgia africana de la época. Su historia contiene muchos documentos valiosos, a los que no se puede acceder de otra manera. Por ejemplo la Confesión de Fe establecida para los obispos ortodoxos por Eugenio de Cartago y presentada a Hunerico durante la conferencia de obispos «católicos» y arrianos en 484.
En su libro relata la toma de Cartago (439) por Genserico y en él insiste en la devastación provocada por los vándalos en la ciudad, destacando al mismo tiempo que eran arrianos (en su descripción se encuentra el origen del término vandalismo). Un relato que contrasta con el de Próspero de Aquitania que escribió que «Genserico tomó Cartago por el truco de la paz», queriendo decir con ello que la ciudad fue ocupada sin que hubiera destrucción ni pillaje. Los historiadores actuales han debatido cuál es la versión correcta, pero los hallazgos arqueológicos parecen confirmar el relato de Víctor de Vita, frente al de Próspero de Aquitania.